# Шамшетов Даулетбай Нуратдинович
Даулетбай Нуратдинович Шамшетов (21 січня 1948, місто Чимбай, тепер Каракалпакстан, Узбекистан — 8 вересня 1998, місто Чимбай, тепер Каракалпакстан, Узбекистан) — радянський каракалпацький державний діяч, 1-й секретар Каракалпацького республіканського комітету КП Узбекистану, перший президент Каракалпацької АРСР. Народний депутат Каракалпацької АРСР. Кандидат сільськогосподарських наук (1980).

## Життєпис
Народився 21 січня 1948 року в місті Чимбай, за національністю каракалпак.
З 1965 року працював слюсарем радгоспу імені 40-річчя Жовтня Чимбайського району Каракалпацької АРСР.
У 1971 році закінчив агрономічний факультет Андижанського інституту бавовництва, здобув спеціальність агронома.
У 1971—1973 роках — молодший науковий співробітник Каракалпацького науково-дослідного інституту землеробства.
Член КПРС з 1973 по 1991 рік.
У 1973—1974 роках — аспірант Всесоюзного науково-дослідного інституту бавовництва.
У 1974—1983 роках — інструктор, завідувач відділу, секретар Чимбайського районного комітету КП Узбекистану Каракалпацької АРСР.
У 1980 році захистив кандидатську дисертацію на тему «Розробка ефективних методів підготовки ґрунту та посіву, що забезпечують отримання ранніх сходів бавовни в умовах північної зони Каракалпацької АРСР».
У 1983—1984 роках — інструктор відділу сільського господарства та харчової промисловості Каракалпацького обласного комітету КП Узбекистану.
У 1984—1986 роках — директор радгоспу «Алгабас» Бозатауського району Каракалпацької АРСР. У 1986 році — директор радгоспу «Караузяк» Караузякського району Каракалпацької АРСР.
У 1986 — 18 січня 1991 року — секретар Каракалпацького обласного комітету КП Узбекистану.
У 1990 році закінчив Академію суспільних наук при ЦК КПРС.
18 січня — 14 вересня 1991 року — 1-й секретар Каракалпацького республіканського комітету КП Узбекистану.
Одночасно в лютому — листопаді 1991 року — голова Верховної ради Каракалпацької АРСР..
11 листопада 1991 — червень 1992 року — президент Каракалпацької АРСР.
У 1991—1992 роках — голова та один із засновників каракалпацької партії «Халик мапі» («Народна воля»).
У червні 1992 року через тиск Іслама Карімова і після вимушеного скасування посади президента республіки пішов із політики.
З червня 1992 по 8 вересня 1998 року — директор Чимбайського науково-дослідного інституту Каракалпацького відділення Академії наук Узбекистану.
Помер 8 вересня 1998 року в місті Чимбаї.
Його син Бахтіяр Шамшетов (1975 р.н.) сидів у в'язницях Узбекистану з 2006 року по 2020р як політичний в'язень.

## Нагороди
- орден Трудового Червоного Прапора
- медалі